# انتصار شلبي
انتصار شلبي (17 أكتوبر 1952 -) هي إذاعية ورئيسة الإذاعة المصرية سابقا.

## حياتها ونشأتها
انتصار إبراهيم سيد شلبي ولدت 17 أكتوبر 1952 بالقاهرة، حصلت على ليسانس آداب قسم اللغة التركية جامعة القاهرة سنة 1975.

## مسيرتها
- التحقت بالإذاعة مذيعة في البرامج الموجهة عام 1975.[4]
- انتقلت للعمل بإذاعة الشرق الأوسط  في 10/3/1983 مذيعة وقارئة نشرة ومقدمة برامج ، وقامت بتقديم الفترات المفتوحة على الهواء وبرامج المنوعات وقدمت العديد من البرامج والسهرات الناجحة .
- أعيرت للعمل بدولة الإمارات العربية المتحدة في إذاعتي أم القيوين ورأس الخيمة في عام 1986.[5]
- انتقلت للعمل في شبكة البرنامج العام وتولت منصب مدير إدارة الشباب بالبرنامج العام، واستطاعت أن تجعل منها إدارة تقدم أنجح البرامج الشبابية .[6]
- انتقلت مرة أخرى للعمل بإذاعة الشرق الأوسط وتولت منصب المدير العام للبرامج الفنية .[7]
- تولت منصب رئيس شبكة الشرق الأوسط في عام 2005، ومن خلال منصبها هذا قامت بتطوير أداء المذيعين على الهواء بحيث يكون أكثر رشاقة وسرعة .
- قامت بزيادة عدد الفترات المفتوحة على الهواء بحيث أصبح استوديو هواء الشرق الأوسط من خلال خدمة الرسائل القصيرة S.M.S والتليفون النافذة التي يطل منها المستمع ويجد متنفسًا يعبِّر عن رأيه وأحلامه وطموحاته .[8]
- رئيسًا للإذاعة المصرية خلال فترة وفى 25 يونيو 2009 وظلت في هذا المنصب حتى عام 2011.[9]
- قدمت العديد من البرامج الناجحة، من أهمها :[4]

( كوكتيل الأحد – مسرح المنوعات – أما بنعمة ربك فحدث – و بالوالدين إحسانًا – مسابقة " مبارك يا شباب " – ماراثون المعلومات – مهرجان الشباب .. وغيرها ) .
كرمت في عيد الإعلاميين عام 1984 نظرًا لتميزها كمذيعة تنفيذ .

## محاكمة
إحالة للمحكمة التأديبية العليا، بعد ثبوت ارتكابها مخالفات مالية وإدارية جسيمة قبل إحالتها للمعاش، وكشفت تحقيقات النيابة، أن انتصار، لم تحافظ على أموال وممتلكات جهة عملها بأن قامت باعتماد 20000 جنيه لنفسها من قيمة شيك قيمته 35000 جنيه دون الحصول على الحصول على موافقة رئيس مجلس الأمناء أو تحديد أوجه الصرف، وتبين من تقرير الاتهام أن المتهمة اعتمدت ووافقت على صرف 12000 جنيه دون تحديد أوجه الصرف أو الغرض منه، وانتهت تحقيقات النيابة الإدارية إلى إحالتها للمحكمة التأديبية العليا، وطلبت النيابة الإدارية من رئيس المحكمة تحديد أقرب جلسة لنظر القضية.

## جوائز
- شهادات تقدير عديدة عن تقديمها برنامج مسرح المنوعات .
- جائزة أحسن برنامج إذاعي عن برنامج أما بنعمة ربك فحدث خلال شهر رمضان عام 1996.
- جائزة أحسن برنامج إذاعي عن برنامج بالوالدين إحسانًا في رمضان عام 1997.
- جائزة أحسن مسابقة عام 2001 عن المسابقة الشبابية  مبارك يا شباب.
- كما احتلت إذاعة الشرق الأوسط في ظل رئاستها المرتبة الأولى في استفتاء أجرته كلية الإعلام عن أفضل الإذاعات في رمضان 2005.
- حصلت إذاعة الشرق الأوسط على الجائزة الخاصة وفي مهرجان القاهرة للإذاعة والتليفزيون عام 2006 وهي جائزة وضعت لأول مرة في المهرجان وقيمتها خمسون ألف جنيه عن برنامج ( عصر اختراع الآلهة ) .